# Seurasaari

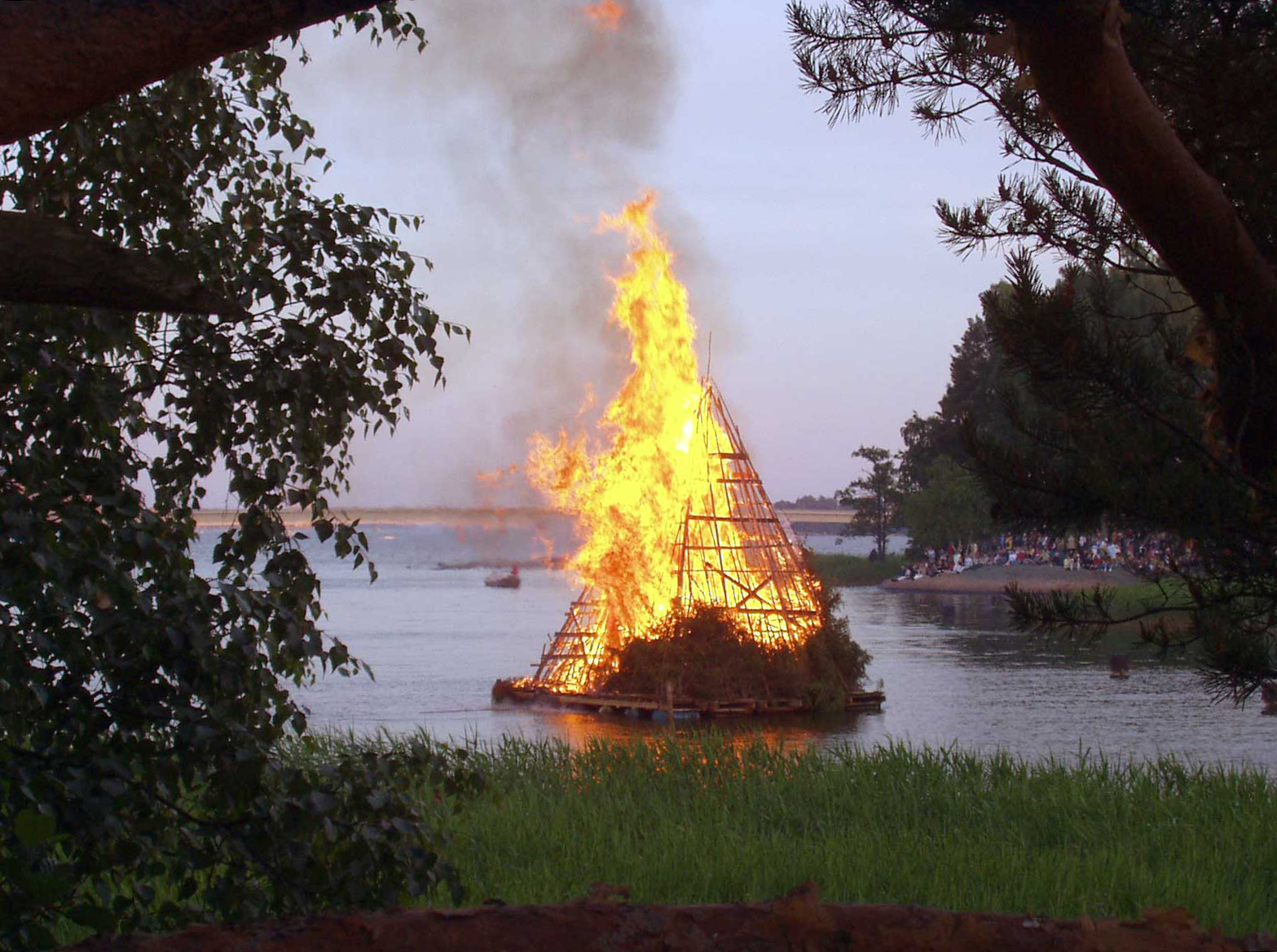
Obchody Juhannusa na Seurasaari

Seurasaari (szw. Fölisön) – wyspa w Finlandii w Helsinkach nad Zatoką Fińską.

## Położenie i wykorzystanie
Wyspa leży kilka kilometrów na północny zachód od centrum Helsinek. Jest połączona z lądem stałym ponad dwustumetrowym drewnianym mostem. W lecie istnieje połączenie promowe z Kauppatori. Wyspa jest niezamieszkana i utrzymana w stylu parku. Odbywają się na niej liczne imprezy, m.in. święto Juhannusa. Na wyspie znajduje się skansen. 

## Historia
Park na wyspie powstał w roku 1890. Park od początku był miejscem ogólnodostępnym, choć niezbyt lubianym przez wyższe warstwy społeczne, toteż odbywające się tam imprezy taneczne w dwóch pawilonach przyciągały głównie pospólstwo, które doprowadziło do zniszczenia wyspy. W 1910 wybudowano skansen i wyspa straciła odium miejsca nieodpowiedniego dla ludzi o wyższym statusie.

## Skansen
Muzeum zostało założone w roku 1909. W jego skład wchodzi 87 budynków z czasów od XVII do XX wieku, wybudowanych w stylach z różnych części Finlandii. Na jego terenie znajdują się dwie kompletnie wyposażone farmy Antti i Kahiluoto ze środkowej Finlandii i drewniany kościół Karuna z 1686 roku oraz probostwo z Iisalmi.